# Петшак, Тадеуш
Тадеуш Вацлав Петшак (пол. Tadeusz Wacław Pietrzak; 27 августа 1926, Пацына — 10 марта 2014, Варшава) — польский генерал и коммунистический политик, главный комендант гражданской милиции в 1965—1971, заместитель министра внутренних дел ПНР в 1968—1978. Ветеран антинацистской борьбы, боец Гвардии Людовой и Армии Людовой. Активный участник подавления антикоммунистического подполья. Один из авторов решения о применении вооружённой силы против рабочих протестов в декабре 1970. С 1978 по 1983 — посол ПНР в ВНР. Был известен также как функционер организации охотников.

## Боец-коммунист
Родился в деревенской семье из гмины Пацына Гостынинского повята. В 1942 году, будучи 16-летним, включился в борьбу против нацистских оккупантов. Вступил в коммунистическую ППР, воевал в составе Гвардии Людовой и Армии Людовой (батальон «Четвертаки»). С 1948 состоял в ПОРП. Участвовал в боях и нападениях подпольщиков на оккупантов и коллаборационистов, отличился в ряде операций.
В 1945 Тадеуш Петшак поступил на службу в гражданскую милицию. Служил в Ополе, Отвоцке, Катовице, Варшаве. Занимался подавлением антикоммунистического вооружённого подполья, участвовал в боях с Национальными вооружёнными силами (NSZ). Отличался в расправах с окружёнными и пленными боевиками. Во время одного из боестолкновений в Ополе Петшак забрасывал гранатами дом, где были окружены бойцы NSZ — погибли тридцать человек.

## Карьера в силовых структурах
В 1950 Тадеуш Петшак получил звание майора. В 1953—1954 Петшак — комендант гражданской милиции Варшавы. В 1954—1956 — комендант гражданской милиции Познани в звании подполковника. На этот период пришлось военное подавление Познанского рабочего восстания.
В 1956 перешёл на армейскую службу. До 1957 был заместителем начальника Главного управления информации (созданного при участии советской спецслужбы). В 1957—1961 — в звании полковника заместитель начальника Войсковой внутренней службы (военная контрразведка). С 1961 по 1963 — заместитель начальника Оперативного управления Генерального штаба.
В 1963 Тадеуш Петшак в звании генерала бригады вернулся в систему МВД. До 1965 командовал внутренними войсками МВД — Войсками охраны пограничья и Корпусом внутренней безопасности.
20 июля 1965 Тадеуш Петшак был назначен главным комендантом гражданской милиции ПНР. С 1968 он занимал пост заместителя министра внутренних дел (министром являлся Мечислав Мочар, затем — Казимеж Свитала, Францишек Шляхциц, Веслав Очепка, Станислав Ковальчик). Являлся кандидатом в члены ЦК ПОРП.

## Политик жёсткой линии
Генерал Тадеуш Петшак был видной фигурой силовой иерархии ПОРП. Положение руководителя милиции обеспечивало ему серьёзное политическое влияние. Петшак примыкал к сторонникам жёсткой линии, к сталинистским фракциям «натолинцев» и «партизан», ориентировался на Мечислава Мочара. Последовательно выступал за усиление административно-силового контроля над обществом, подавление всякой оппозиции, идеологическое давление в духе национал-коммунизма.
Под командованием Петшака милиция подавляла рабочие выступления в Познани июня 1956. В качестве замминистра внутренних дел в августе 1968 — во время чехословацких событий — генерал Петшак организовывал розыск и аресты польских студентов, распространявших листовки в поддержку Пражской весны.
В декабре 1970 года в городах Балтийского побережья поднялись рабочие протесты против повышения цен. Генерал Петшак в качестве главного коменданта гражданской милиции участвовал в совещании у первого секретаря ЦК ПОРП Владислава Гомулки. Поддержал решение о применении вооружённой силы, в результате которого погибли десятки людей. На совещании комендантов выражал глубокое удовлетворение действиями милиции и ЗОМО, называл их «героическими» и «самоотверженными».
Декабрьские события привели к смене партийно-государственного руководства. Гомулка ушёл в отставку, Мочар был снят с курирования силовых структур. Новый первый секретарь ЦК Эдвард Герек предпочитал социальное маневрирование вместо силового подавления. 31 августа 1971 Тадеуш Петшак ушёл с поста главного коменданта гражданской милиции (его сменил Казимеж Хойнацкий).

## Дипломат и охотник
До февраля 1978 Петшак формально оставался заместителем министра внутренних дел, но уже не участвовал в принятии политических решений. На VII съезде ПОРП в 1975 Петшак не был включён в состав кандидатов в члены ЦК. В 1979 оставил пост заместителя председателя Союза борцов за свободу и демократию, который занимал в течение десяти лет.
В 1978 Тадеуш Петшак был переведён на дипломатическую службу и направлен послом в Венгрию. Оставался в этой должности до 1983. Вернувшись из Будапешта, Петшак вышел на пенсию.
После ухода с госслужбы Тадеуш Петшак сосредоточился на деятельности в ветеранских организациях и в Польском союзе охотников. Он был известен как большой любитель и профессиональный знаток охоты. В этом вопросе Петшак даже шёл на конфликты с партийно-государственными органами, отстаивая автономию охотничьего союза. Был членом Международного совета охоты, до 1990 занимал пост вице-председателя комиссии по миграции птиц.
Тадеуш Петшак — автор нескольких исторических работ о вооружённой борьбе Гвардии Людовой и Армии Людовой (наиболее известна книга Podziemny front — Подпольный фронт).

## Похоронный конфликт
Скончался Тадеуш Петшак в возрасте 87 лет.
Вопрос о похоронах Петшака вызвал общественный конфликт. Первоначально планировалось придать погребению официальный статус, в присутствии представителей Войска Польского. Это вызвало резкие протесты антикоммунистических активистов и ветеранов подполья. Они напоминали об участии Петшака в карательных операциях второй половины 1940-х, о его службе в «сталинском» управлении информации, о причастности к декабрьскому кровопролитию 1970. Ассоциация ветеранов NSZ требовала лишить Петшака ордена Virtuti Militari.
Власти Польши согласились с этими доводами. Похороны Тадеуша Петшака носили частный характер, без военного обряда. Похоронен Петшак на кладбище Воинские Повонзки.